# Kerkhoven (Minnesota)
Kerkhoven és una població dels Estats Units a l'estat de Minnesota. Segons el cens del 2000 tenia 759 habitants.

## Demografia
Segons el cens del 2000, Kerkhoven tenia 759 habitants, 313 habitatges, i 210 famílies. La densitat de població era de 396 habitants per km².
Dels 313 habitatges en un 31% hi vivien nens de menys de 18 anys, en un 56,5% hi vivien parelles casades, en un 8% dones solteres, i en un 32,6% no eren unitats familiars. En el 30% dels habitatges hi vivien persones soles el 16,9% de les quals corresponia a persones de 65 anys o més que vivien soles. El nombre mitjà de persones vivint en cada habitatge era de 2,42 i el nombre mitjà de persones que vivien en cada família era de 3.
Per edats la població es repartia de la següent manera: un 27,3% tenia menys de 18 anys, un 7% entre 18 i 24, un 26,9% entre 25 i 44, un 18,2% de 45 a 60 i un 20,7% 65 anys o més.
L'edat mediana era de 38 anys. Per cada 100 dones de 18 o més anys hi havia 85,9 homes.
La renda mediana per habitatge era de 32.375 $ i la renda mediana per família de 40.179 $. Els homes tenien una renda mediana de 27.262 $ mentre que les dones 22.656 $. La renda per capita de la població era de 16.435 $. Entorn del 8,4% de les famílies i el 9,3% de la població estaven per davall del llindar de pobresa.

## Poblacions més properes
El següent diagrama mostra les poblacions més properes.